# América Futebol Clube (Linhares)
O América Futebol Clube foi um clube de futebol brasileiro de Linhares no estado do Espírito Santo.
Como resultado de uma tentativa de fusão dos dois times de Linhares, o América Futebol Clube e o Industrial Esporte Clube, foi fundado em 15 de março de 1991 o Linhares Esporte Clube.

## Campanhas de destaque
- 4º Colocado do Campeonato Capixaba: 1 (1979)[carece de fontes?]